# بيفرلي (ماساتشوستس)
بيفرلي (بالإنجليزية: Beverly, Massachusetts)‏ هي مدينة تقع في الولايات المتحدة في ماساتشوستس. يقدر عدد سكانها بـ 39,502 نسمة ومساحتها 58.5 كم2 وترتفع عن سطح البحر 11 متر.

## التركيبة السكانية
حدّد مكتب تعداد الولايات المتحدة بيانات التركيبة السكانية لبيفرلي في تعداد الولايات المتحدة. في ما يلي، التركيبة السكانية حسب تعدادي 2000 و2010.

### تعداد عام 2000
بلغ عدد سكان بيفرلي 39,862 نسمة بحسب تعداد عام 2000، وبلغ عدد الأسر 15,750 أسرة وعدد العائلات 9,907 عائلة مقيمة في المدينة. في حين سجلت الكثافة السكانية 681.4 نسمة لكل كيلومتر مربع (1,764.8/ميل2). وبلغ عدد الوحدات السكنية 16,275 وحدة بمتوسط كثافة قدره 278.2 لكل كيلومتر مربع (720.5/ميل2).
وتوزع التركيب العرقي للمدينة بنسبة 95.97% من البيض و1.04% من الأمريكيين الأفارقة و0.18% من الأمريكيين الأصليين و1.28% من الأمريكيين ذوي الأصول الآسيوية و0.03% من سكان جزر المحيط الهادئ و0.52% من الأعراق الأخرى و0.98% من عرقين مختلطين أو أكثر و1.81% من الهسبانيون أو اللاتينيون من أي عرق.
بلغ عدد الأسر 15,750 أسرة كانت نسبة 30.6% منها لديها أطفال تحت سن الثامنة عشر تعيش معهم، وبلغت نسبة الأزواج القاطنين مع بعضهم البعض 50.1% من أصل المجموع الكلي للأسر، ونسبة 9.7% من الأسر كان لديها معيلات من الإناث دون وجود شريك، بينما كانت نسبة 3.1% من الأسر لديها معيلون من الذكور دون وجود شريكة وكانت نسبة 37.1% من غير العائلات. تألفت نسبة 29.9% من أصل جميع الأسر من عدة أفراد يعيشون في نفس المنزل ونسبة 11.4% كانت تتألف من شخص يعيش بمفرده يبلغ من العمر 65 عاماً أو أكثر. وبلغ متوسط حجم الأسرة المعيشية 2.39، أما متوسط حجم العائلات فبلغ 3.02.
بلغ العمر الوسطي للسكان 38.3 عاماً. وكانت نسبة 21.6% من القاطنين تحت سن الثامنة عشر، وكانت نسبة 6.1% بين الثامنة عشر والرابعة والعشرين عاماً، ونسبة 30.6% كانت واقعةً في الفئة العمرية ما بين الخامسة والعشرين والرابعة والأربعين عاماً، ونسبة 22.6% كانت ما بين الخامسة والأربعين والرابعة والستين، ونسبة 13.6% كانت ضمن فئة الخامسة والستين عاماً فما فوق. يوجد لكل 100 أنثى 92.6 ذكر، ويوجد لكل 100 أنثى في الثامنة عشر من عمرها فما فوق 88.6 ذكر.
بلغ متوسط دخل الأسرة في المدينة 53,984 دولارًا، أما متوسط دخل العائلة فبلغ 66,486 دولارًا. وكان متوسط دخل الذكور 45,348 دولارًا مقابل 35,659 دولارًا للإناث. وسجل دخل الفرد الخاص بالمدينة 28,626 دولارًا. وكانت نسبة 4% من العائلات ونسبة 5.7% من السكان تحت خط الفقر، وكان من هؤلاء نسبة 7.6% تحت سن الثامنة عشر ونسبة 5.2% في الخامسة والستين من العمر وما فوق.

### تعداد عام 2010
بلغ عدد سكان بيفرلي 39,502 نسمة بحسب تعداد عام 2010، وبلغ عدد الأسر 15,850 أسرة وعدد العائلات 9,566 عائلة مقيمة في المدينة. في حين سجلت الكثافة السكانية 675.2 نسمة لكل كيلومتر مربع (1,748.8/ميل2). وبلغ عدد الوحدات السكنية 16,641 وحدة بمتوسط كثافة قدره 284.5 لكل كيلومتر مربع (736.9/ميل2).
وتوزع التركيب العرقي للمدينة بنسبة 93.33% من البيض و1.64% من الأمريكيين الأفارقة و0.16% من الأمريكيين الأصليين و1.74% من الأمريكيين ذوي الأصول الآسيوية و0.06% من سكان جزر المحيط الهادئ و1.48% من الأعراق الأخرى و1.60% من عرقين مختلطين أو أكثر و3.54% من الهسبانيون أو اللاتينيون من أي عرق.
بلغ عدد الأسر 15,850 أسرة كانت نسبة 27.7% منها لديها أطفال تحت سن الثامنة عشر تعيش معهم، وبلغت نسبة الأزواج القاطنين مع بعضهم البعض 46.6% من أصل المجموع الكلي للأسر، ونسبة 10.5% من الأسر كان لديها معيلات من الإناث دون وجود شريك، بينما كانت نسبة 3.3% من الأسر لديها معيلون من الذكور دون وجود شريكة وكانت نسبة 39.6% من غير العائلات. تألفت نسبة 31.3% من أصل جميع الأسر من عدة أفراد يعيشون في نفس المنزل ونسبة 11.8% كانت تتألف من شخص يعيش بمفرده يبلغ من العمر 65 عاماً أو أكثر. وبلغ متوسط حجم الأسرة المعيشية 2.33، أما متوسط حجم العائلات فبلغ 2.96.
بلغ العمر الوسطي للسكان 40.1 عاماً. وكانت نسبة 19.5% من القاطنين تحت سن الثامنة عشر، وكانت نسبة 12.2% بين الثامنة عشر والرابعة والعشرين عاماً، ونسبة 24.8% كانت واقعةً في الفئة العمرية ما بين الخامسة والعشرين والرابعة والأربعين عاماً، ونسبة 28.8% كانت ما بين الخامسة والأربعين والرابعة والستين، ونسبة 14.6% كانت ضمن فئة الخامسة والستين عاماً فما فوق. وتوزع التركيب الجنسي للسكان بنسبة 47.4% ذكور و52.6% إناث.

## معرض صور

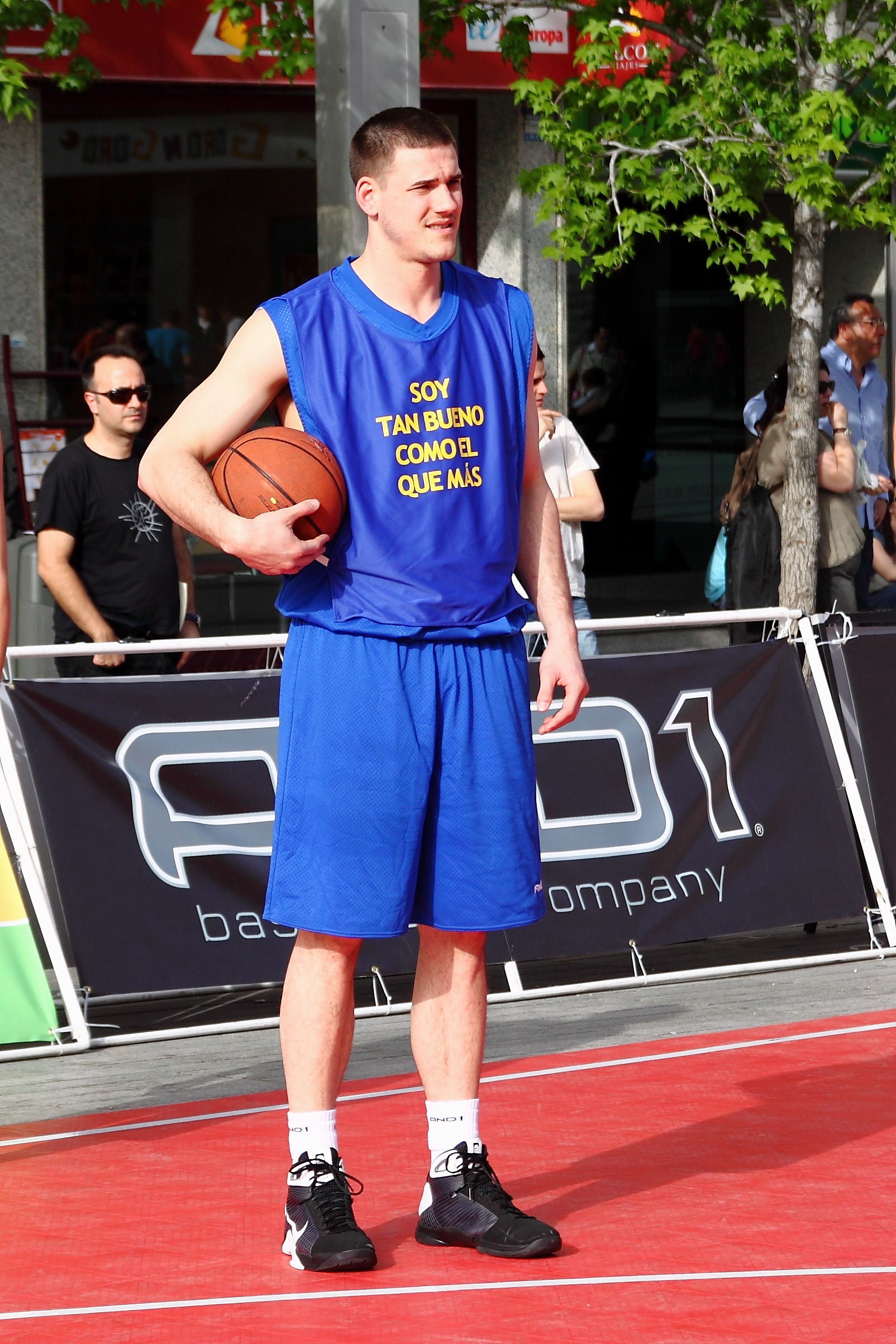
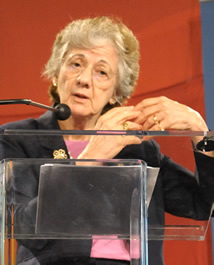
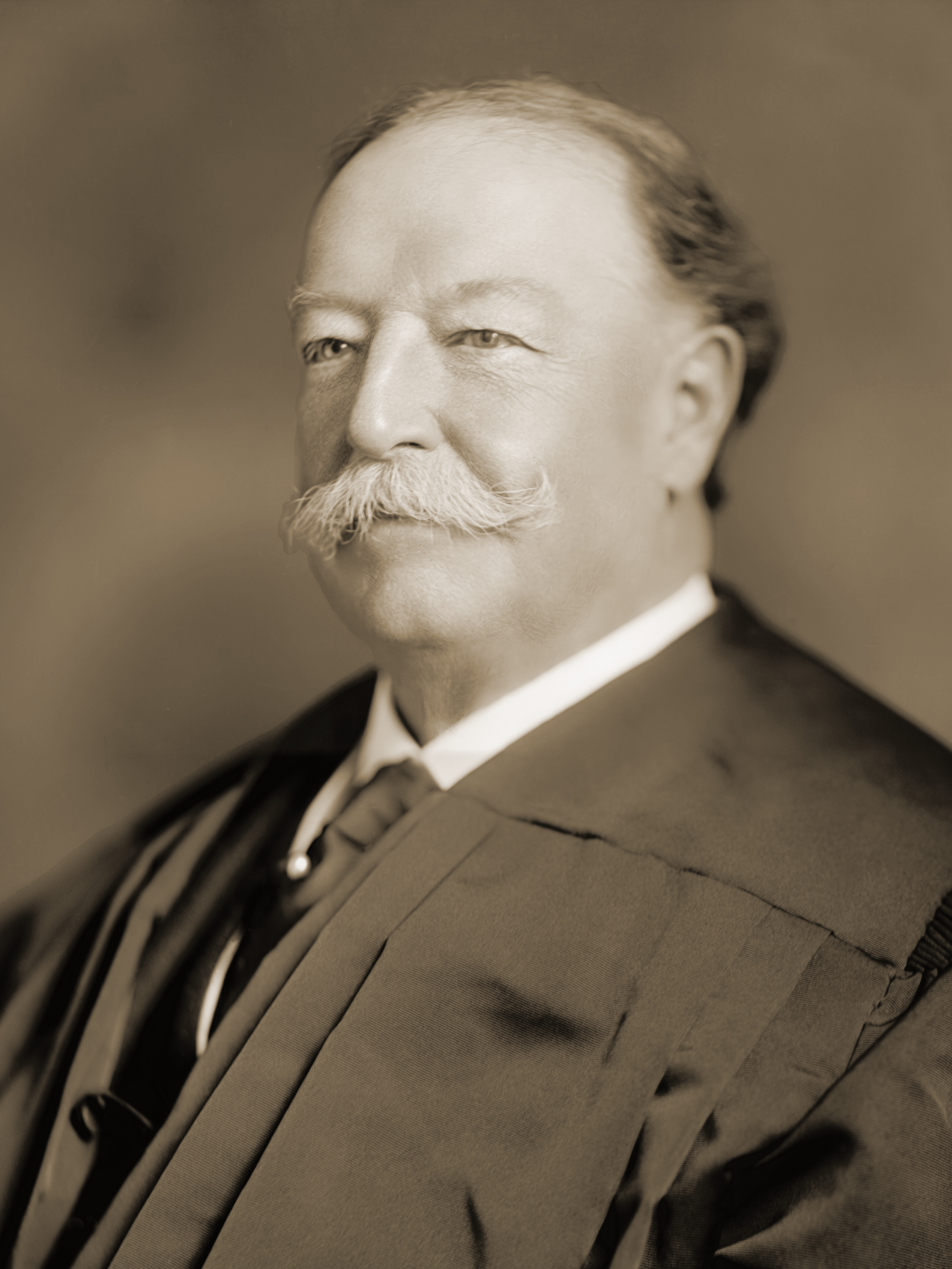
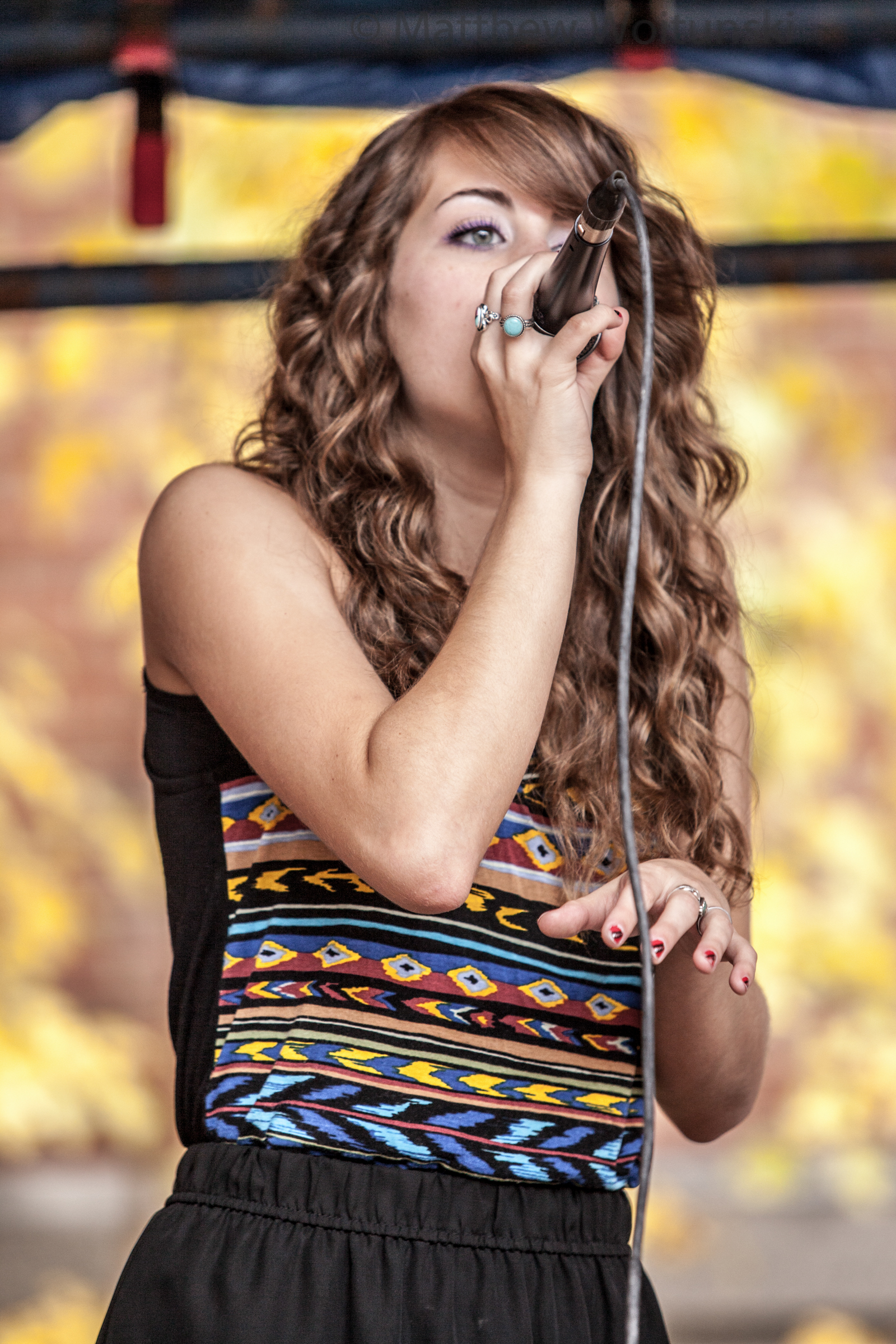

## أعلام
- جون ديرينغ
- ريتا ر. كولويل
- ديفيد مورس
- توماس إتش دونهام
- جاك شاركي
- هارولد جيفرسون كوليدج، الابن
- أنجي ميلر
- روبرت سيمنس
- نيك كانر ميدلي
- فريدريك أشورث